# NGC 4518
NGC 4518 (другие обозначения — NGC 4518A, NPM1G +08.0291, MCG 1-32-95, IRAS12306+0806, ZWG 42.150, VCC 1484, PGC 41674) — линзообразная галактика (SB0) в созвездии Девы.
Этот объект занесён в «Новый общий каталог» дважды с обозначениями NGC 4518, NGC 4518A.
Этот объект входит в число перечисленных в оригинальной редакции «Нового общего каталога». Открыт 27 декабря 1827 года Джоном Гершелем. Предположительно Гершель счёл одной туманностью две близкие галактики, собственно NGC 4518 и её менее яркого компаньона (на расстоянии 1,1′ к юго-юго-западу), который в современных каталогах обозначен как NGC 4518B. Эта пара галактик ранее считалась входящей в состав большой группы, в центральной части которой находится галактика M49, однако эта группа находится на переднем плане, лучевая скорость (а следовательно, и удаление от нас) галактики NGC 4518 примерно в 7 раз больше. 
Галактика имеет активное ядро типа LINER, входит в скопление Девы.